# Benalauría
Benalauría è un comune spagnolo di 508 abitanti situato nella comunità autonoma dell'Andalusia.